# Coppa Italia Serie D 2014-2015
La Coppa Italia Serie D 2014-2015 è stata la sedicesima edizione della manifestazione.

## Partecipanti
Partecipano alla competizione una squadra di Lega Pro e 165 delle 167 squadre di Serie D: il quadro complessivo delle 166 squadre partecipanti corrisponde infatti a quelle originariamente iscritte al campionato di Serie D 2014-2015, prima degli ultimi ripescaggi. Ha preso quindi parte alla competizione l'Arezzo, poi ripescato nel campionato di Lega Pro, mentre viceversa non hanno partecipato il Rieti e il Sondrio, ripescate dall'Eccellenza in Serie D.
La competizione si svolge interamente a eliminazione diretta. Ha preso il via il 23 agosto 2014 e si è conclusa il 15 aprile 2015, con la disputa della finale.

## Regolamento
Il turno preliminare, il primo turno, i trentaduesimi, i sedicesimi, gli ottavi di finale e i quarti di finale saranno disputati con gare di sola andata. Le semifinali saranno disputate con gare di andata e ritorno e la finale in gara unica. Nel caso di parità al termine degli incontri, sia di sola andata che andata/ritorno, non saranno disputati i tempi supplementari ma si tireranno direttamente i calci di rigore.

## Turno preliminare
Il turno preliminare prevede la disputa di 47 gare di sola andata riservato alle seguenti squadre: 
- 36 società neopromosse
- 14 società retrocesse dalla 2ª Divisione
- 18 società vincenti i play-out 2013/2014 e salve con un distacco superiore a 8 punti.
- 1 società retrocessa ai play-out 2013/2014 e in seguito ripescata in Serie D.
- 23 società classificatesi al termine della Stagione Sportiva 2013-2014 al dodicesimo e undicesimo posto nei gironi A, C, D, E, G, al dodicesimo, undicesimo e nono posto nel girone B, al dodicesimo, undicesimo e decimo posto nel girone F, al dodicesimo e ottavo posto nel girone H e al dodicesimo, undicesimo, settimo, quinto e quarto posto nel girone I.
- 2 società ammesse in Serie D in soprannumero.

| Squadra 1             | Risultato       | Squadra 2             |
| --------------------- | --------------- | --------------------- |
| 23 - 24 agosto 2014   |                 |                       |
| Tamai                 | 1 - 0           | Fontanafredda         |
| Delta Rovigo          | 1 - 0           | Kras Repen            |
| Dro                   | 3 - 1           | Mori Santo Stefano    |
| Mezzocorona           | 0 - 0 (4-2 dcr) | Villafranca Veronese  |
| Legnago               | 1 - 3           | ArzignanoChiampo      |
| Giorgione             | 1 - 1 (5-4 dcr) | Union Pro             |
| Virtus Verona         | 2 - 2 (5-4 dcr) | Abano                 |
| Padova                | 2 - 0           | Castellana            |
| Atletico Montichiari  | 0 - 4           | Castiglione           |
| Lecco                 | 2 - 1           | Ciserano              |
| MapelloBonate         | 5 - 2           | Ciliverghe Mazzano    |
| Sancolombano          | 1 - 1 (6-7 dcr) | Pergolettese          |
| Folgore Caratese      | 1 - 1 (2-4 dcr) | OltrepoVoghera        |
| Bra                   | 2 - 3           | Derthona              |
| Acqui                 | 1 - 0           | Cuneo                 |
| Borgomanero           | 1 - 2           | Sporting Bellinzago   |
| Pro Settimo & Eureka  | 5 - 0           | Vallée d'Aoste        |
| Sestri Levante        | 3 - 0           | Argentina             |
| Fidenza               | 1 - 3           | Fiorenzuola           |
| Virtus Castelfranco   | 3 - 2           | Bellaria Igea Marina  |
| Rimini                | 3 - 1           | Ribelle Castiglione   |
| Gavorrano             | 0 - 1           | Poggibonsi            |
| Siena                 | 4 - 0           | San Donato Tavarnelle |
| Jolly Montemurlo      | 0 - 2           | Ponsacco              |
| Bastia                | 1 - 2           | San Giovanni Valdarno |
| Voluntas Spoleto      | 0 - 2           | Villabiagio           |
| Civitanovese          | 1 - 1 (7-6 dcr) | Castelfidardo         |
| Fano                  | 3 - 0           | Sambenedettese        |
| Campobasso            | 2 - 1           | Olympia Agnonese      |
| Giulianova            | 1 - 2           | San Nicolò            |
| Chieti                | 2 - 2 (4-5 dcr) | Amiternina            |
| Viterbese Castrense   | 3 - 0           | Virtus Flaminia       |
| Isola Liri            | 2 - 1           | Aprilia               |
| Lupa Castelli Romani  | 1 - 0           | Sora                  |
| Nuorese               | 1 - 0           | Arzachena             |
| Selargius             | 1 - 4           | Budoni                |
| Sarnese               | 1 - 0           | Sorrento              |
| Arzanese              | 1 - 3           | Torrecuso             |
| Puteolana             | 2 - 2 (4-2 dcr) | Nerostellati Frattese |
| Virtus Scafatese      | 2 - 1           | Pomigliano            |
| Battipagliese         | 0 - 2           | Cavese                |
| Grottaglie            | 0 - 6           | Rossoblu Potenza      |
| Bisceglie             | 5 - 2           | Gallipoli             |
| Fidelis Andria        | 2 - 3           | San Severo            |
| Comprensorio Montalto | 0 - 2           | Rende                 |
| Due Torri             | 1 - 0           | Roccella              |
| Leonfortese           | 1 - 1 (5-3 dcr) | Tiger Brolo           |

## Primo turno
Il primo turno prevede la disputa di 55 gare di sola andata riservata alle seguenti squadre:
- 47 vincenti il turno preliminare;
- 63 ammesse di diritto, tranne le 9 società partecipanti alla TIM Cup 2014-2015 in organico alla Serie D (RapalloBogliasco, Olginatese, AltoVicentino, Correggese, Foligno, Matelica, Terracina, Taranto, Akragas).

| Squadra 1              | Risultato       | Squadra 2            |
| ---------------------- | --------------- | -------------------- |
| 30 - 31 agosto 2014    |                 |                      |
| Union Ripa La Fenadora | 1 - 1 (6-5 dcr) | Belluno              |
| Montebelluna           | 0 - 3           | Sacilese             |
| Clodiense              | 1 - 1 (6-3 dcr) | Triestina            |
| Este                   | 0 - 0 (5-6 dcr) | Thermal Abano Teolo  |
| Tamai                  | 1 - 0           | Delta Rovigo         |
| Dro                    | 2 - 1           | Mezzocorona          |
| ArzignanoChiampo       | 2 - 2 (6-5 dcr) | Giorgione            |
| Padova                 | 2 - 1           | Virtus Verona        |
| Castiglione            | 0 - 2           | MapelloBonate        |
| Pergolettese           | 1 - 4           | OltrepoVoghera       |
| Lecco                  | 2 - 5           | Aurora Seriate       |
| Inveruno               | 4 - 0           | Seregno              |
| Pontisola              | 1 - 1 (5-3 dcr) | Caravaggio           |
| Caronnese              | 2 - 1           | Pro Sesto            |
| Chieri                 | 2 - 2 (4-2 dcr) | Asti                 |
| Acqui                  | 3 - 1           | Derthona             |
| Sestri Levante         | 1 - 0           | Vado                 |
| Sporting Bellinzago    | 2 - 2 (7-5 dcr) | Borgosesia           |
| Novese                 | 2 - 2 (5-2 dcr) | Pro Settimo & Eureka |
| Massese                | 1 - 0           | Lavagnese            |
| Siena                  | 3 - 2           | Pianese              |
| Colligiana             | 2 - 4           | Scandicci            |
| Fortis Juventus        | 2 - 1           | Ponsacco             |
| San Giovanni Valdarno  | 1 - 1 (5-4 dcr) | Poggibonsi           |
| Piacenza               | 1 - 0           | Fiorenzuola          |
| Formigine              | 2 - 0           | Mezzolara            |
| Imolese                | 1 - 1 (3-5 dcr) | Atl. S. Paolo        |
| Romagna Centro         | 2 - 1           | Virtus Castelfranco  |
| Arezzo                 | 1 - 2           | Sansepolcro          |
| Trestina               | 2 - 3           | Gualdo Casacastalda  |
| Rimini                 | 3 - 4           | Villabiagio          |
| Vis Pesaro             | 1 - 5           | Fano                 |
| Recanatese             | 0 - 2           | Maceratese           |
| Civitanovese           | 0 - 1           | Jesina               |
| Amiternina             | 0 - 1           | San Nicolò           |
| Fermana                | 0 - 1           | Celano               |
| Termoli                | 1 - 1 (6-5 dcr) | Campobasso           |
| Astrea                 | 5 - 1           | Palestrina           |
| Ostia Mare             | 1 - 1 (4-2 dcr) | Nuorese              |
| San Cesareo            | 2 - 2 (5-6 dcr) | Isola Liri           |
| Cynthia                | 0 - 1           | Lupa Castelli Romani |
| Budoni                 | 2 - 1           | Olbia                |
| Anziolavinio           | 1 - 1 (5-4 dcr) | Viterbese Castrense  |
| Puteolana              | 0 - 1           | Fondi                |
| Agropoli               | 3 - 1           | Cavese               |
| Progreditur Marcianise | 2 - 1           | Virtus Scafatese     |
| Neapolis               | 3 - 2           | Sarnese              |
| Torrecuso              | 2 - 4           | Manfredonia          |
| Bisceglie              | 2 - 0           | Brindisi             |
| Monopoli               | 3 - 1           | San Severo           |
| FC Francavilla         | 2 - 1           | Rossoblu Potenza     |
| Gelbison               | 1 - 0           | Rende                |
| Nuova Gioiese          | 2 - 0           | HinterReggio         |
| Orlandina              | 0 - 2           | Due Torri            |
| Leonfortese            | 1 - 0           | Noto                 |

## Trentaduesimi di finale
Il tabellone principale si apre coi trentaduesimi che prevedono la disputa di 32 gare di sola andata riservate alle seguenti squadre:
- 55 vincenti il primo turno;
- 9 partecipanti alla TIM Cup 2014/2015 (RapalloBogliasco, Olginatese, AltoVicentino, Correggese, Foligno, Matelica, Terracina, Taranto e Akragas).

| Squadra 1              | Risultato        | Squadra 2              |
| ---------------------- | ---------------- | ---------------------- |
| 10 settembre 2014      |                  |                        |
| Sporting Bellinzago    | 4 - 3            | Acqui                  |
| OltrepoVoghera         | 3 - 0            | Inveruno               |
| Olginatese             | 1 - 0            | Caronnese              |
| MapelloBonate          | 2 - 3            | Pontisola              |
| Novese                 | 0 - 1            | Chieri                 |
| RapalloBogliasco       | 3 - 3 (10-9 dcr) | Sestri Levante         |
| Scandicci              | 3 - 2            | Massese                |
| San Giovanni Valdarno  | 3 - 2            | Fortis Juventus        |
| Piacenza               | 0 - 2            | Aurora Seriate         |
| Correggese             | 2 - 2 (6-4 dcr)  | Formigine              |
| Romagna Centro         | 0 - 0 (4-5 dcr)  | Fano                   |
| Atl. S. Paolo          | 1 - 2            | Biancoscudati PD       |
| Clodiense              | 1 - 0            | Thermal Abano Teolo    |
| ArzignanoChiampo       | 0 - 0 (4-3 dcr)  | AltoVicentino          |
| Union Ripa La Fenadora | 2 - 1            | Dro                    |
| Sacilese               | 0 - 1            | Tamai                  |
| Siena                  | 1 - 1 (5-4 dcr)  | Sansepolcro            |
| Matelica               | 1 - 0            | Gualdo Casacastalda    |
| Foligno                | 1 - 0            | Villabiagio            |
| Maceratese             | 1 - 0            | Jesina                 |
| Celano                 | 1 - 1 (8-7 dcr)  | San Nicolò             |
| Anziolavinio           | 0 - 3            | Astrea                 |
| Isola Liri             | 1 - 1 (6-7 dcr)  | Ostia Mare             |
| Lupa Castelli Romani   | 0 - 0 (5-4 dcr)  | Budoni                 |
| Fondi                  | 2 - 4            | Terracina              |
| Neapolis               | 1 - 1 (5-4 dcr)  | Termoli                |
| Agropoli               | 1 - 0            | Progreditur Marcianise |
| Manfredonia            | 0 - 0 (6-7 dcr)  | Bisceglie              |
| Taranto                | 0 - 2            | Monopoli               |
| FC Francavilla         | 2 - 1            | Gelbison               |
| Due Torri              | 0 - 0 (4-2 dcr)  | Nuova Gioiese          |
| Akragas                | 3 - 2            | Leonfortese            |

## Sedicesimi di finale
| Squadra 1             | Risultato       | Squadra 2              |
| --------------------- | --------------- | ---------------------- |
| 15 ottobre 2014       |                 |                        |
| Sporting Bellinzago   | 3 - 0           | OltrepoVoghera         |
| Pontisola             | 2 - 0           | Olginatese             |
| Chieri                | 1 - 1 (1-3 dcr) | RapalloBogliasco       |
| San Giovanni Valdarno | 1 - 1 (5-6 dcr) | Scandicci              |
| Aurora Seriate        | 0 - 2           | Correggese             |
| Fano                  | 1 - 0           | Biancoscudati PD       |
| Clodiense             | 0 - 2           | ArzignanoChiampo       |
| Tamai                 | 0 - 3           | Union Ripa La Fenadora |
| Matelica              | 2 - 1           | Siena                  |
| Foligno               | 0 - 0 (4-2 dcr) | Maceratese             |
| Astrea                | 1 - 1 (6-5 dcr) | Celano                 |
| Ostia Mare            | 1 - 1 (4-5 dcr) | Lupa Castelli Romani   |
| Terracina             | 2 - 0           | Neapolis               |
| Bisceglie             | 0 - 0 (6-7 dcr) | Agropoli               |
| Monopoli              | 2 - 0           | FC Francavilla         |
| Akragas               | 2 - 1           | Due Torri              |

## Ottavi di finale
| Squadra 1            | Risultato       | Squadra 2              |
| -------------------- | --------------- | ---------------------- |
| 19 novembre 2014     |                 |                        |
| Pontisola            | 3 - 0           | Sporting Bellinzago    |
| Scandicci            | 1 - 0           | RapalloBogliasco       |
| Correggese           | 1 - 1 (4-3 dcr) | Fano                   |
| ArzignanoChiampo     | 1 - 2           | Union Ripa La Fenadora |
| Matelica             | 1 - 0           | Foligno                |
| Lupa Castelli Romani | 4 - 2           | Astrea                 |
| Agropoli             | 1 - 1 (5-6 dcr) | Terracina              |
| Akragas              | 0 - 3           | Monopoli               |

## Quarti di finale
| Squadra 1            | Risultato | Squadra 2              |
| -------------------- | --------- | ---------------------- |
| 10 dicembre 2014     |           |                        |
| Pontisola            | 0 - 3     | Scandicci              |
| Correggese           | 7 - 5     | Union Ripa La Fenadora |
| Lupa Castelli Romani | 1 - 0     | Matelica               |
| Monopoli             | 2 - 0     | Terracina              |

## Semifinali
| Squadra 1                                | Totale | Squadra 2            | Andata | Ritorno |
| ---------------------------------------- | ------ | -------------------- | ------ | ------- |
| andata (25/02/2015) ritorno (11/03/2015) |        |                      |        |         |
| Scandicci                                | 1 - 4  | Correggese           | 0 - 2  | 1 - 2   |
| Monopoli                                 | 3 - 2  | Lupa Castelli Romani | 2 - 2  | 1 - 0   |

## Finale
| Squadra 1      | Risultato | Squadra 2 |
| -------------- | --------- | --------- |
| 15 aprile 2015 |           |           |
| Correggese     | 1 - 2     | Monopoli  |

| Arbitro: | De Remigis (Teramo) |

| |            | |
| Croce 59’ El Kamch 53’ | Marcatori  | 3’ (aut.) Castaldo |
| Tognoni Lubrano Esposito Castaldo Pinto Difino (46' Aprile) Gori El Kamch (46' D'Anna) Roncone Croce (69' Laboragine) Manzo | Formazioni | Volpe Paterni Berni Selvatico Carminucci Bigolin Davoli (65' Ferrari) Zanola (83' Conti) Grandolfo Lari (85' Arrascue) Camarà |
| Passiatore | Allenatori | Bagatti |

## Record
Aggiornato al 15 aprile 2015
- Maggior numero di partite giocate: Lupa Castelli Romani e Monopoli (8)
- Maggior numero di vittorie: Monopoli (7)
- Miglior attacco: Correggese e Monopoli (17 gol)
- Peggior difesa: Union Ripa la Fenadora (10 gol)
- Miglior differenza reti: Monopoli (+13)
- Peggior differenza reti: Grottaglie (-6)
- Partita con maggiore scarto di reti: 6

Grottaglie - Rossoblu Potenza 0-6
- Partita con più reti: 12

Correggese - Union Ripa la Fenadora 7 - 5